# 영규
영규(靈圭, 1537년 ~ 1592년 9월 23일(음력 8월 18일))는 조선 중기의 승병장이다. 속성은 박, 본관은 밀양, 호는 기허당(騎虛堂)이다. 임진왜란 당시 의병장 조헌(趙憲)과 함께 활약하였다.

## 생애

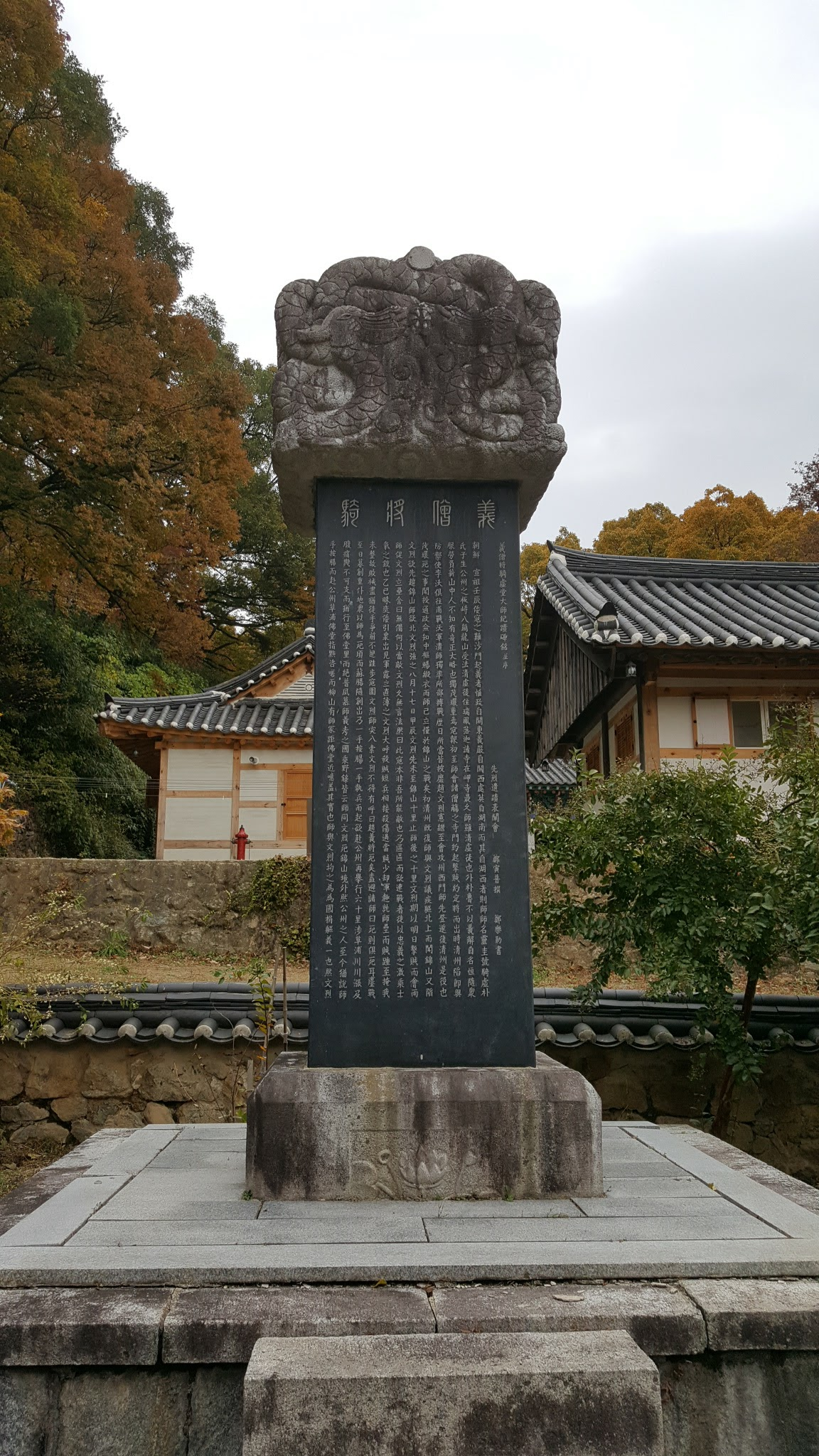
갑사 영규대사비

충남 공주 출신이다. 계룡산 갑사에 출가하여 서산대사의 고제로 공주 청련암에서 수도하였고 선장으로 무예를 익혔다.
1592년 임진왜란이 일어나자 최초로 승병을 일으켜 500명을 이끌고 의병장 조헌과 함께 청주 전투에서 청주성을 탈환했다. 그리고 다시 제2차 금산 전투를 벌였고 격전 끝에 싸우다 전사하였다.
금산의 칠백의총에 묻히고 종용사에 제향되었으며 법도, 대인에 의해 진락산에 영각이 세워졌으며 의선이란 편액이 하사되었다.

## 전기 자료
- 박지원, 《연암집》 권10, 영규비(靈圭碑)
- 황경원, 《강한집》 권9, 영규대사 사절기
- 조인영, 《운석유고》 권12, 영규대사 순의 비명

## 같이 보기
- 칠백의총
- 조헌
- 김덕령
- 성혼
- 사명당
- 휴정
- 의병승장비 - 충청남도 문화재자료 제23호
- 영규대사묘 - 충청남도 기념물 제15호
- 영규대사비 - 충청남도  문화재자료 제56호